# Bank von Griechenland
Die Bank von Griechenland (griechisch Τράπεζα της Ελλάδος Trapeza tis Ellados, englisch Bank of Greece) ist die Zentralbank von Griechenland. Sie war Herausgeberin der Drachme, der ehemaligen Währung Griechenlands. Ihre währungspolitische Rolle ging 2001 auf die Europäische Zentralbank über. Die Bank von Griechenland unterhält Filialen in vielen großen Städten Griechenlands. Sie ist Mitglied des Europäischen Systems der Zentralbanken.

## Geschichte

### Gründung
Gegründet wurde die Bank offiziell am 15. September 1927. Seit 1841 bis zur Gründung der Bank von Griechenland hatte die – heute immer noch – größte Geschäftsbank des Landes, die Nationalbank von Griechenland (griechisch Εθνική Τράπεζα της Ελλάδος Ethnikí Trapeza tis Ellados), die Funktion der Notenbank ausgeübt. Vermögen und Schulden wurden von der Nationalbank auf die neue Zentralbank übertragen. Die Bank von Griechenland nahm ihre Tätigkeit am 14. Mai 1928 mit einem Personal von 500 Personen auf. Später eröffnete die Bank einige Niederlassungen und Agenturen. Erster Direktor der Bank von Griechenland war Alexandros Diomidis, Vizedirektor war Emmanouil Tsouderos. 1933 wurde der Bau des heutigen Hauptsitzes begonnen, der am 4. April 1938 feierlich eröffnet wurde. 1989 wurde das Gebäude unter Denkmalschutz gestellt.

### Die Besatzungszeit
Während der deutschen Besatzungszeit wurde die Bank genutzt, um Sach- und Vermögenswerte des Landes abzuziehen. Erste Maßnahme war die Änderung des Wechselkurses und die Einbindung in den Export griechischer Waren nach Deutschland. Bei jedem Export wurde die Bank verpflichtet, den Warenwert zugunsten des Importeurs auf ein Treuhandkonto in Berlin zu überweisen und gleichzeitig den Erzeuger der Waren auszubezahlen. Somit war die Bank gezwungen, deutschen Händlern temporär Kredit zu gewähren. Da sowohl die Preise auf Vorkriegsniveau festgelegt waren als auch bei verspäteter Lieferung (was im Krieg häufig der Fall war) die Bezahlung entfiel, erzielten die ausländischen Importeure einen überhöhten Profit zu Lasten der Erzeuger. Der Zugriff auf die Waren erfolgte durch Beschlagnahme durch die Besatzungsbehörden. Als lokale Erzeuger daraufhin von einer exportorientierten Wirtschaft auf eine Subsistenzwirtschaft umstellten, wurde die DEGRIGES gegründet.
Eine lokale Maßnahme war die Steigerung der in Umlauf befindlichen Banknoten. Da die Bank mit dem Drucken nicht nachkam, wurden 1941 bereits entwertete und zur Vernichtung vorgesehene Scheine erneut in Umlauf gebracht (bereits seltene Exemplare von Scheinen sind in dieser gelochten und markierten Form noch seltener und gelten als Raritäten unter Numismatikern).
Während des Zweiten Weltkrieges wurden die Goldreserven der Bank von Griechenland (18,86 Tonnen) via Kreta, Alexandria und Südafrika nach London verbracht.

#### Zwangsanleihe
1942 wurde die Bank von Griechenland vom Deutschen Reich gezwungen, ihre Devisenreserven in Form einer Zwangsanleihe abzugeben, deren Höhe bei Kriegsende 476 Millionen Reichsmark betrug. Dass diese Anleihe nie zurückbezahlt wurde, wird immer wieder als Belastung des griechisch-deutschen Verhältnisses diskutiert.

### Die Nachkriegszeit bis 2001
Nach dem Ende des Zweiten Weltkriegs und angesichts des Bürgerkriegs (1946–1949) waren Wirtschaft und Finanzsystem des Landes in katastrophalem Zustand. Damals erschien eine enge Zusammenarbeit zwischen der Zentralbank von Griechenland und der Regierung erforderlich. Diese wurde im Jahr 1946 durch die Einrichtung eines Währungsausschusses institutionalisiert. Der Währungsausschuss setzte sich aus dem Wirtschaftsminister als Vorsitzendem und vier anderen Ministern sowie dem Gouverneur der Bank von Griechenland zusammen. Er hatte als Bankaufsichtsbehörde die Einhaltung zahlreicher Kreditregeln zu überwachen und dadurch die Kredit- sowie die gesamte Wirtschaftspolitik der jeweiligen Regierung zu unterstützen. Dieses System der direkten Überwachung wurde mit der Abschaffung des Währungsausschusses 1982 in ein zweistufiges Vorgehen geändert.
Griechenland trat 1953 dem Bretton-Woods-System bei. Anschließend wurde die Währung umgestellt: 1000 alte Drachmen = 1 neue Drachme.
In den 1950er Jahren hatte die Bank von Griechenland über 50 Zweigstellen, 1955 wurden diese auf 27 reduziert, später folgte eine weitere Reduzierung.

### Die Bank von Griechenland und die Europäische Zentralbank
Im Juni 2000 entschied der europäische Rat der Wirtschaft- und Finanzminister (ECOFIN), Griechenland zum 1. Januar 2001 als zwölftes Mitglied in die Europäische Währungsunion aufzunehmen. Der Vertrag von Maastricht garantiert die Unabhängigkeit der Bank; d. h., dass das im Rahmen der Europäischen Union geschaffene Europäische Zentralbanksystem (ESZB) keine gravierenden Änderungen bei den bankaufsichtlichen Aufgaben und Eingriffsmöglichkeiten der Bank von Griechenland herbeiführen soll.
Die Zentralbank kann den Rat, die Europäische Kommission und die nationalen Aufsichtsbehörden in Fragen des europäischen Bankaufsichtsrechts beraten.
Durch die Einführung der Geld- und Kreditpolitik im Eurobereich wurde Preisstabilität als primäres Ziel der Bank angegeben.

## Organisation
Die satzungsmäßigen Organe der Zentralbank sind die Generalversammlung der Aktionäre, der Gouverneur, die zwei Vizegouverneure, der Generalrat und der Kreditpolitikrat.
Oberstes Organ der Bank ist die Generalversammlung der Aktionäre.
Die allgemeine Verwaltung untersteht dem Generalrat, der sich aus dem Gouverneur, den beiden Vizegouverneuren sowie neun weiteren Mitgliedern zusammensetzt. Während der Generalrat die allgemeine Bankpolitik bestimmt, sind die 21 Mitglieder des Vorstandes (einschließlich des Gouverneurs und der beiden Vizegouverneure) für deren Durchführung zuständig.
Der Kreditpolitikrat aus dem Gouverneur, den beiden Vizegouverneuren und drei weiteren Mitgliedern ist für die Währungs- und Wechselkurspolitik des Landes verantwortlich.
Der Gouverneur und die beiden Vizegouverneure werden für sechs Jahre gewählt.
Der Gouverneur sitzt den General- sowie Kreditpolitikräten vor. Er vertritt die Bank von Griechenland im europäischen Zentralbankrat.

### Liste der Gouverneure
- Alexandros Diomidis: 21. April 1928 – 29. September 1931
- Emmanouil Tsouderos: 31. Oktober 1931 – 8. August 1935, 20. März 1936 – 9. Juli 1939
- Ioannis Drosopoulos: 9. Juli 1939 – 28. Juli 1939
- Kyriakos Varvaresos: 4. August 1939 – 11. Februar 1946 (1941–1944 im Exil)
- Xenophon Zolotas: 12. Oktober 1944 – 8. Januar 1945 (Co-Gouverneur), 5. Februar 1955 – 5. August 1967, 27. November 1974 – 29. Oktober 1981
- Georgios Mantzavinos: 11. Februar 1946 – 2. Februar 1955
- Dimitrios Galanis: 7. August 1967 – 4. Mai 1973
- Konstantinos Papagiannis: 7. Mai 1973 – 9. August 1974
- Panagiotis Papaligouras: 9. August 1974 – 23. Oktober 1974
- Gerasimos Arsenis: 3. November 1981 – 20. Februar 1984
- Dimitrios Chalikias: 20. Februar 1984 – 20. Februar 1992
- Evthymios Christodoulou: 20. Februar 1992 – 1. Dezember 1993
- Ioannis Boutos: 1. Dezember 1993 – 26. Oktober 1994
- Loukas Papadimos: 26. Oktober 1994 – 31. Mai 2002
- Nikolaos Garganas: 31. Mai 2002 – 20. Juni 2008
- Giorgos Provopoulos: 20. Juni 2008 – 20. Juni 2014
- Giannis Stournaras: seit 27. Juni 2014

## Aufgaben
Im Europäischen System der Zentralbanken unterliegt die Zentralbank von Griechenland der rechtlichen Ordnung des Vertrages der Europäischen Gemeinschaft.
Im Rahmen des ESZB ist die wichtige Funktion der Bank von Griechenland die Sicherstellung der Währungs- und Finanzstabilität.
Zu den Aufgabengebieten der Bank von Griechenland gehören:
- Geld- und Kreditpolitik
- Finanzstabilität und Sicherstellung des Zahlungssystems
- Geldversorgung
- Produktion der statistischen Daten

### Geld- und Kreditpolitik
In Übereinstimmung mit den Richtlinien und den Anweisungen der Europäischen Zentralbank (EZB) nimmt die Bank an der Formulierung der Geld- und Kreditpolitik im Eurobereich teil. Die Bank leitet Kreditpolitikbetriebe. Sie stellt Liquidität zu den inländischen Kreditinstituten zur Verfügung.

### Finanzstabilität und Sicherstellung des Zahlungssystems
Die Bank von Griechenland ist für die Überwachung der Finanzstabilität verantwortlich. Sie überwacht die Bankverkehrsrisiken und die Analysenentwicklungen und legt die Anträge für die Gewährleistung der Finanzstabilität vor.
Die Bank von Griechenland beaufsichtigt Zahlungssystem und -instrumente angesichts der Gewährleistung der Zuverlässigkeit und der Leistungsfähigkeit. Sie analysiert Zahlungsstatistiken und veröffentlicht statistische Nachrichten.
Seit dem 19. Mai 2008 ist die Bank von Griechenland Mitglied von TARGET2 (Trans-European Automated Real-time Gross Settlement Express Transfer System). TARGET2 ist die technische Infrastruktur der Individualzahlungsverkehrssysteme der Notenbanken der Eurozone und der Europäischen Zentralbank und dient hauptsächlich großen Kapitalsinterbankübertragungen und -zahlungen.

### Geldversorgung
Die Bank von Griechenland gibt Eurobanknoten abhängig von der vorherigen Zustimmung durch die EZB heraus und sie ist für die Zirkulation und die Behandlung der Eurobanknoten und der Münzen in Griechenland verantwortlich.
Die Prägung der Euromünzen erfolgt in der Münzprägeanstalt Νομισματοκοπείο / Nomismatokopeio (Eigenbezeichnung auf Englisch: Bank of Greece – Mint) in Halandri.

### Produktion der statistischen Daten
Die Zentralbank beschäftigt sich mit der Einholung wichtiger statistischer Daten von den monetären Finanzinstituten. Es ist auch eine wichtige Aufgabe der Zentralbank. Die Zentralbank sammelt die Daten bezüglich der Diskontsätze und der währungsstatistischen Daten (Darlehen, Einlagen sowie Vermögen und Schulden von monetären Finanzinstituten). Die statistischen Daten werden an die EZB weitergegeben. Dann die Daten werden für die Berechnung der durchschnittlichen Zinssätze im Eurobereich berücksichtigt. Die Resultate beeinflussen direkt die währungspolitischen Entscheidungen der EZB.